# Тугарєв Олександр Олександрович
Олександр Олександрович Тугарєв (нар. 15 липня 1995, Тернопільська область) — український спортсмен-віндсерфінгіст, Майстер спорту міжнародного класу (2013).

## Життєпис

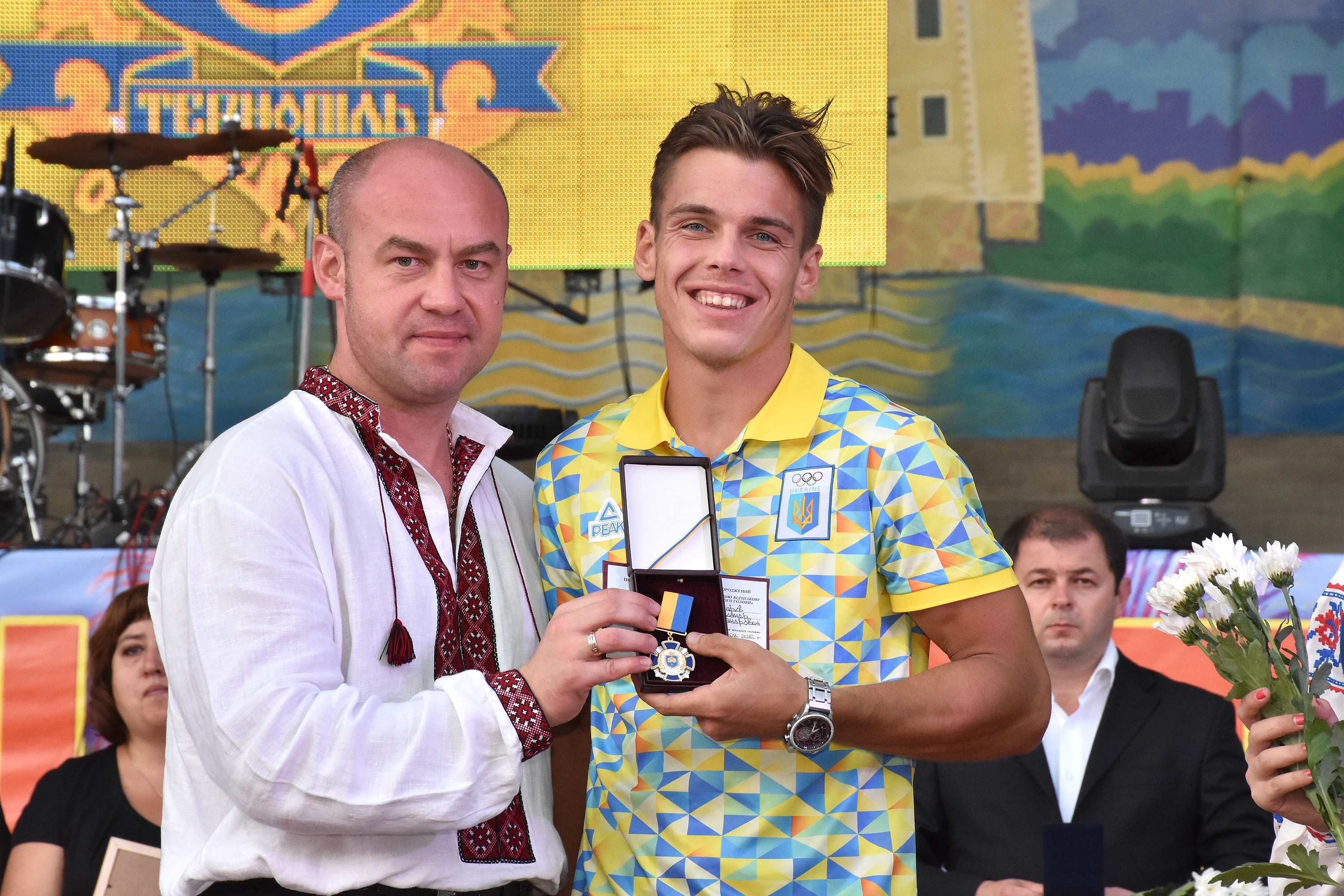
Сергій Надал вручає відзнаку міського голови Олександрові Тугарєву на День міста Тернополя 28 серпня 2016

Студент Коледжу економіки, права та інформаційних технологій Тернопільського національного економічного університету.
Вихованець секції віндсерфінгу Тернопільського обласного відділення Комітету з фізвиховання і спорту Міністерства освіти та науки України.
Перший тренер — Олексій Нижегородов. Нині тренує Олександр Тугарєв (батько).
Неодружений. Хобі — музика.
Увійшов у п'ятірку найкрасивіших українців на Олімпіаді за версією телеканалу «1+1».

## Спортивні результати
У 2009 році на чемпіонаті світу серед молодших юнаків олімпійського класу Bic Techno 293, що проходив 23—30 серпня у Веймуті (Велика Британія) Олександр Тугарєв уперше в історії України ввійшов до Золотого флоту світу, посівши 54 місце зі 118-ти спортсменів світу.
- Чемпіонат світу серед юніорів (2013) — 2-е місце, виграв дві (!) з трьох стартових регат, а за підсумками чемпіонату посів 12-те місце у світовому рейтингу й отримав звання майстра спорту міжнародного класу.[3]
- Чемпіонат Європи (U-21, 2015) — 5-е місце.
- Новорічна регата у класі RS:X (2015, Кадіс, Іспанія).[3]
- Багаторазовий чемпіон України.
- Перше місце на Всеукраїнській регаті «Вітрильний Олімпійський тиждень», що проходила в червні 2016 року неподалік міста Вишгород.[4][5]

Учасник Олімпіад:
- Ігри XXX Олімпіади-2016 у Ріо-де-Жанейро — вітрильники класу RS:X, за підсумками 12 гонок посів 23 місце в загальному заліку[6].